# Hide-A-Way Lake
Hide-A-Way Lake – jednostka osadnicza w Stanach Zjednoczonych, w stanie Missisipi, w hrabstwie Pearl River.